# Киклики
Ки́клики (др.-греч. κυκλικός — странствующий, также называются циклики, киклические или циклические поэты) — древнегреческие поэмы и поэты эпического цикла (ό κύκλος), в древнейшее время отождествлялись с Гомером, который считался творцом большинства их произведений.
В настоящее время под этим названием понимают ряд авторов и сочинения, составивших (большей частью в VIII—VI вв. до н. э., по уточнённым данным М. Уэста — в 630—560 гг. до н. э.) множество поэм, описывавших подвиги богов и героев и близких по стилю и содержанию гомеровским «Илиаде» и «Одиссее». Название круг/цикл (κύκλος) прилагалось к этим поэмам ввиду того, что ими охватывался весь круг греческих мифологических сказаний. Вопрос хронологической последовательности создания поэм Гомера и кикликов остаётся дискуссионным.

## Содержание поэм
Поэмы кикликов не дошли до нас, но содержание их известно по пересказу из «Хрестоматии» Прокла (около II века н. э.) (частично сохранённой Фотием в его «Мириобиблионе». Cod. 239).
Первые поэмы кикликов, «Теогония» и «Титаномахия», приписываемые Евмелу из Коринфа, рассказывают о женитьбе Урана (неба) на Гее (земле), о рождении 3 сторуких гигантов и 3 киклопов, с которыми богам пришлось вступить в борьбу, о воцарении Зевса и других событиях, знакомых нам по «Теогонии» Гесиода.
О событиях, предшествовавших описываемым в «Илиаде», рассказывала поэма «Киприи» (в 11 песнях). Здесь рассказывалось о решении Париса, похищении Елены, собрании греческих вождей в Авлиде, о буре, погубившей первые высланные корабли, и т. д.
«Эфиопида» прямо примыкала к последнему стиху «Илиады» и повествовала о столкновении Ахилла с амазонкой Пентесилеей, об убийстве Терсита Ахиллом, о гибели самого Ахилла. Автором этой поэмы считался Арктин, сын Телеса. Ему же приписывается и поэма о разрушении Илиона, излагавшая историю деревянного коня, Лаокоона и Синона, взятия и разграбления Трои и проч.
Ей предшествовала в эпическом цикле «Малая Илиада (Ίλιας μικρά)» Лесха, излагавшая ссору Аякса с Одиссеем из-за оружия Ахилла, смерть Париса от стрелы Филоктета, появление свежих сил на стороне ахейцев и троянцев и т. д., до принятия в городе деревянного коня. По указанию Аристотеля, «Малая Илиада» дала сюжет не менее 8 трагедий, «Илиада» Гомера — только одной или двух.
Поэма о «Возвращениях» рассказывала о судьбах вернувшихся с похода ахейцев. Позднейшая и самая слабая из киклических поэм — «Телегония» Евгаммона Киренского, говорившая о смерти Одиссея, о женитьбе Телемаха на Кирке.
Другие три поэмы излагали фиванские сказания: «Эдиподия», «Фиваида» и «Эпигоны». «Фиваиду» Павсаний ставит очень высоко, наряду с «Илиадой» и «Одиссеей».

## Художественное мастерство
По небольшому количеству отрывков трудно оценить художественное достоинство произведений кикликов. Некоторые из них, по-видимому, отличались наглядностью и живописью описаний; но большинство стремилось лишь к нагромождению фактов, мало заботясь о сосредоточении рассказа вокруг одного действия. Близость расцвета греческой лирики сказалась у кикликов в предпочтении эротических мотивов и мечтательности.

## Популярность
Уменьшение интереса к эпосу, появление лирики и прозаических произведений были причиной тому, что никто из кикликов не достиг популярности гомеровских поэм. Своё отношение к киклическим поэмам выразили многие греческие писатели (Геродот в «Истории» II. 117, IV. 32, Аристотель в «Поэтике», Псевдо-Аполлодор в «Мифологической библиотеке» I. 8, Павсаний в «Описании Эллады» кн. IX и др.).
В позднейшую эпоху Греции, и ещё более — в Римской империи поэмы кикликов стали служить для школьного изучения; их пересказывали, компилировали, составляли по ним таблицы рисунков для наглядного обучения и т. п. Такова Илионская доска, мрамор Борджиа в Неаполитанском музее и др. Еще ранее богатым материалом кикликов стали пользоваться поэты, особенно трагики, и художники, преимущественно скульпторы. В Гьельбаши, в Ликии, найден целый цикл рельефных изображений событий Фиванской и Троянской войн, а также мифов о Персее и Тесее.

## Изучение
Важны современные исследования киклического эпоса. Так, Дж. С. Бёрджес исследовал эллинскую эпическую поэзию в контексте войн и легенд греческой архаической эпохи (2001). Он проследил развитие и передачу киклических стихов в древнегреческой культуре, сравнивая их с более поздними поэмами Гомера, и обнаружил, что они были гораздо более влиятельными, чем считалось ранее. Другой исследователь — М. Л. Уэст — подготовил новейшую публикацию киклических поэм (2003) и издал подробнейшее научное толкование к ним (2013).